# 1899
- Wikisource

| Calendário gregoriano                                                        | 1899 MDCCCXCIX                       |
| Ab urbe condita                                                              | 2652                                 |
| Calendário arménio                                                           | 1348 – 1349                          |
| Calendário bahá'í                                                            | 55 – 56                              |
| Calendário budista                                                           | 2443                                 |
| Calendário chinês                                                            | 4595 – 4596 Início a 10 de fevereiro |
| Calendário copta                                                             | 1615 – 1616                          |
| Calendário etíope                                                            | 1891 – 1892                          |
| Calendários hindus - Vikram Samvat - Calendário nacional indiano - Cáli Iuga | 1954 – 1955 1820 – 1821 4999 – 5000  |
| Calendário Holoceno                                                          | 11899                                |
| Calendário islâmico                                                          | 1317 – 1318                          |
| Calendário judaico                                                           | 5659 – 5660                          |
| Calendário persa                                                             | 1277 – 1278 Início a 21 de março     |
| Calendário rúnico                                                            | 2149                                 |
| Calendário solar tailandês                                                   | 2442                                 |

1899 (MDCCCXCIX, na numeração romana) foi um ano comum do século XIX do actual Calendário Gregoriano, da Era de Cristo, e a sua letra dominical foi A (52 semanas), teve início a um domingo e terminou também a um domingo.
| Ano completo                    |
| ------------------------------- |
| Ano comum com início ao domingo |

## Eventos
- O termo Amazônia foi utilizado pela primeira vez em O Paíz das Amazonas, do Barão Santa Anna Néri, batizando a região em homenagem às icamiabas, indias guerreiras encontradas na região.
- Encontrada a Lapis niger.
- Portugal: Criação do município de Espinho.

### Janeiro
- 1 de janeiro — Termina o domínio espanhol em Cuba.

### Fevereiro
- 3 de fevereiro - Grande enchente de mar na ilha de São Jorge, uma grande "vinda do mar atingiu as costas viradas a sul", causando grandes estragos no Porto da Fajã dos Vimes, o mar galgou a terra matando uma pessoa nas Velas e provocando enorme destruição na freguesia da Conceição e zonas adjacentes.
- 25 de fevereiro - a Renault é fundada na França.

### Abril
- 16 de abril – É realizada na Sé de Angra a cerimónia de Batismo e Crisma de Ngungunhane e seus companheiros de exílio, pelo bispo de Angra, D. Francisco José Ribeiro de Vieira e Brito. Incluindo os seus filhos que adoptaram os nomes de baptismo de Reinaldo Frederico Gungunhana, António da Silva Pratas Godide, Roberto Frederico Zichacha e Silva (de que foi padrinho de batismo José Pimentel Homem de Noronha)[1] e José Frederico Molungo (de que foi padrinho de batismo Francisco de Paula de Barcelos Machado de Bettencourt)[2].

### Maio
- 1 de maio - Luís Galvez proclama a independência do Acre.
- 13 de maio - Fundação do Esporte Clube Vitória.

### Julho
- 11 de julho - a famosa empresa de carros Fiat é fundado em Turim, na Itália.

### Agosto
- 26 de agosto - Fundação do município de Campo Grande.
- 27 de agosto – É inaugurada a nova Igreja Paroquial de São Jorge das Doze Ribeiras, Doze Ribeiras, ilha Terceira, destruída pelo furacão de 1893.

### Setembro
- 7 de setembro - Fundação do Esporte Clube Pinheiros.
- 18 de setembro - Composto o sucesso internacional "Maple Leaf Rag", de Scott Joplin.

### Outubro
- 17 de outubro – Um furacão atinge o Grupo Central dos Açores, atravessando-o provoca destruição generalizada nas habitações e perda de colheitas e de gados. Na ilha de São Jorge verificaram-se os maiores danos.

### Novembro
- 4 de novembro - "A Interpretação dos Sonhos", de Sigmund Freud: o primeiro modelo dos processos mentais[3].
- 29 de novembro - Fundação do Fútbol Club Barcelona, clube de futebol da Espanha.

### Dezembro
- 16 de dezembro - Fundação da Associazione Calcio Milan, clube de futebol de Milão, Itália.

## Nascimentos
- 17 de janeiro - Al Capone, gangster norte-americano  (m. 1947).
- 3 de fevereiro - Café Filho, 18º Presidente do Brasil (m. 1970).
- 27 de março - Gloria Swanson, atriz estadunidense (m. 1983)
- 27 de abril - Walter Lantz, cartunista, criador do personagem do Pica-Pau e fundador do Walter Lantz Productions (m. 1994)
- 29 de abril - Duke Ellington, foi um compositor de jazz, pianista e líder de orquestra estadunidense (m. 1974).
- 10 de maio - Fred Astaire, actor norte-americano (m. 1987).
- 22 de junho - Sobhuza II, rei de Essuatíni (m. 1982)
- 26 de junho - Grã-Duquesa Maria Nikolaevna Romanova da Rússia (m. 1918).
- 17 de julho - James Cagney, actor norte-americano (m. 1986).
- 23 de julho - Ruth Ellis, ativista americana (m. 2000).
- 13 de agosto - Alfred Hitchcock, cineasta britânico (m. 1980).
- 4 de outubro - Franz Jonas, foi um político austríaco e Presidente da Áustria de 1965 a 1974 (m. 1974)[4].
- 5 de novembro - Sándor Radó, cartógrafo e espião húngaro (m. 1981)
- 29 de novembro - Emma Morano, pessoa mais velha do mundo e decana da humanidade (m. 2017).
- 8 de dezembro - Anselmo Alliegro, presidente de Cuba em 1959 (m. 1961).
- 25 de dezembro - Humphrey Bogart, actor norte-americano (m. 1957).
- 25 de dezembro - Oscar Polk, ator norte-americano (m. 1949).

## Mortes
- 30 de outubro - Hermann Blumenau, farmacêutico alemão, fundador da colônia São Paulo de Blumenau e primeiro administrador do município de Blumenau, Brasil (n. 1819).
- 13 de Novembro - Almeida Júnior, pintor brasileiro (n.1850).